# Marta & Guldsaksen
Marta & Guldsaksen er en dansk TV-serie som handler om den polskfødte frisør Marta og hendes frisørsalon på Nørrebro i København. 
I Martas salon kommer de gamle nørrebroere for at snakke, hygge og møde hinanden, samt for at blive klippet og onduleret.
Tilrettelæggelse og foto er af Lisbet Barrett og Vibeke Heide-Jørgensen.